# 色當 (堪薩斯州)
色當（英語：Sedan，/sə.dɑ̃/）為美国堪薩斯州學托擴縣轄下的城市，也是學托擴縣的县城。根據2010年美國人口普查，此城市人口有1,124人。

## 歷史
色當設立於1871年。此城市的名字以法國阿登省的市鎮色當命名。色當於1876年升為城市。

## 地理
色當坐落於北緯37度7分42秒、西經96度11分10秒（亦可表示為37.128472, -96.186220）處，大約位在纽约與洛杉矶之間連線的中點處。根據美国人口调查局的資料，此城市總面積為2.10平方（0.81平方英里），全境皆為陸地。

### 氣候
夏季溼熱、冬季不甚乾冷為此地區的氣候特徵。根據柯本气候分类法，色當的氣候屬於副热带湿润气候（Cfa）。

## 人口統計
| 调查年                | 人口  | 备注   | %±     |
| --------------------- | ----- | ------ | ------ |
| 1880                  | 665   |        | —      |
| 1890                  | 970   |        | 45.9%  |
| 1900                  | 1,067 |        | 10.0%  |
| 1910                  | 1,211 |        | 13.5%  |
| 1920                  | 1,885 |        | 55.7%  |
| 1930                  | 1,776 |        | −5.8%  |
| 1940                  | 1,948 |        | 9.7%   |
| 1950                  | 1,640 |        | −15.8% |
| 1960                  | 1,677 |        | 2.3%   |
| 1970                  | 1,555 |        | −7.3%  |
| 1980                  | 1,579 |        | 1.5%   |
| 1990                  | 1,306 |        | −17.3% |
| 2000                  | 1,342 |        | 2.8%   |
| 2010                  | 1,124 |        | −16.2% |
| 2014年估计            | 1,065 | [ 11 ] | −5.2%  |
| U.S. Decennial Census |       |        |        |

### 2010年普查
據2010年的人口普查，此城市人口有1,124人，戶數482戶，269個家庭。人口密度為535.8人/每平方公里（1,387.7人/每平方英里）。此城市有615棟住宅，平均每平方公里有293.2棟住宅。此城市居民之種族有91.3%為白人；0.4%為非裔美國人；2.8%為美洲原住民；0.1%為亞裔美國人；0.2%為太平洋島裔美國人；2.2%為其他種族；3.0%為混血種族。而西班牙裔或拉丁裔美國人佔此城市人口的5.2%。
此城市之戶籍數計有482戶。其中擁有18歲以下孩童的住戶佔25.5%；已婚夫婦且同居的住戶佔40.9%，住戶為未婚女性者佔11.0%；住戶為未婚男性者佔3.9%；住戶並非一個家庭的佔44.2%。獨居住戶佔全戶之40.5%，其中住戶為65歲或以上之獨居老人佔19.1%。住戶平均人數為2.19人，家庭平均人數則是2.86人。
此城市居民之年齡中位數為48.1歲。以年齡層分類，年齡低於18歲者佔21.6%；年齡介在18歲至24歲之間者佔6.7%；年齡介在25歲至44歲之間者佔18.2%；年齡介在45歲至64歲之間者佔26.5%；年齡高於65歲者佔26.8%。男性佔全市人口之47.3%，女性則佔全市人口之52.7%。

### 2000年普查
據2000年人口普查，此城市人口有1,342人，戶數560戶，346個家庭。人口密度為664.3人/每平方公里（1,712.6人/每平方英里）。此城市有652棟住宅，平均每平方公里有322.7棟住宅。此城市居民之種族有93.44%為白人；0.52%為非裔美國人；3.35%為美洲原住民；0.22%為亞裔美國人；0.15%為太平洋島裔美國人；0.45%為其他種族；1.86%為混血種族。而西班牙裔或拉丁裔美國人佔此城市人口的2.09%。
此城市之戶籍數計有560戶，其中擁有18歲以下孩童的住戶佔23.9%；已婚夫婦且同居的住戶佔48.9%，住戶為未婚女性者佔10.0%；住戶並非一個家庭的佔38.2%。獨居住戶佔全戶之35.2%，其中住戶為65歲或以上之獨居老人佔18.4%。住戶平均人數為2.25人，家庭平均人數則是2.90人。
居民以年齡層分類來看，年齡低於18歲者佔23.0%；年齡介在18歲至24歲之間者佔7.9%；年齡介在25歲至44歲之間者佔21.3%；年齡介在45歲至64歲之間者佔19.8%；年齡高於65歲者佔27.9%。此城市居民之年齡中位數為43歲。性別比方面，每100位女性所對應的男性數為83.8位，如只計算18歲或以上的居民，則是每100位女性所對應的男性數為80.6位。
此城市每戶平均收入為24,324美元，每個家庭平均收入為32,574美元。男性平均收入21,490美元；女性平均收入19,261美元。此城市人均收入為14,153美元。此城市約有6.8%的家庭以及11.1%的居民低於貧窮門檻，其中18歲以下者占13.0%，65歲以上者佔9.5%。

## 地方景點
- 艾米特凱利博物館（英语：Emmett Kelly Museum）：位於色當境內，博物館的名字是以此城市土生土長的馬戲團小丑艾米特·凱利（英语：Emmett Kelly）命名以示尊敬。

## 知名人物
- 科迪·迪爾（英语：Cody Deal），男演員
- 艾米特·凱利（英语：Emmett Kelly），馬戲團演員
- 埃爾默·里格斯（英语：Elmer S. Riggs），於此城市去世的古生物學家
- 卡修斯·沙特爾（英语：Cassius M. Shartel），美國密蘇里州眾議員
- 威廉·斯普勞爾（英语：William H. Sproul），美國堪薩斯州眾議員

## 外部連結
城市
- 色當市 （页面存档备份，存于）
- 色當—公職人員名錄

學校
- USD 286 （页面存档备份，存于），所在學區

地圖
- 色當市地圖 （页面存档备份，存于），堪薩斯州運輸部

## 延伸閱讀
- History of the State of Kansas; William G. Cutler; A.T. Andreas Publisher; 1883. (Online HTML eBook) （页面存档备份，存于）
- Kansas : A Cyclopedia of State History, Embracing Events, Institutions, Industries, Counties, Cities, Towns, Prominent Persons, Etc; 3 Volumes; Frank W. Blackmar; Standard Publishing Co; 944 / 955 / 824 pages; 1912. (Volume1 - Download 54MB PDF eBook),(Volume2 - Download 53MB PDF eBook), (Volume3 - Download 33MB PDF eBook)